# 小マクリアヌス
ティトゥス・フルウィウス・ユニウス・マクリアヌス (ラテン語: Titus Fulvius Iunius Macrianus 261年没)は、ローマ帝国の皇帝僭称者。父（大マクリアヌス）と区別するため、小マクリアヌス (ラテン語: Macrianus Iunior)とも呼ばれる。

## 生涯
父はエクィテスの出身であったと考えられているが、母は貴族の生まれだった。母の名はユニアであったと考えられる。ローマ皇帝群像によれば、小マクリアヌスはウァレリアヌスに仕えるトリブヌスであったというが、この文献は信用のおけるものではない。
260年、ウァレリアヌスはサーサーン朝への遠征に向かったものの、エデッサの戦いで壊滅的敗北を喫し、捕虜になった。この時、マクリアヌスと父、そして弟のクィエトゥスはメソポタミア属州にいた。皇帝の財務官だった父やウァレリアヌスのプラエフェクトゥスだったバッリスタの支援を受け、小マクリアヌスは弟クィエトゥスと共に皇帝を名乗った。軍団の支持を得て帝位を僭称した彼らと異なり、ウァレリアヌスの息子で元より共同皇帝だったガッリエヌスが正当な手続きで皇帝に即位していたが、彼ははるか西方にいた。小マクリアヌスとクィエトゥスは帝国東方で皇帝として認められ、ローマに食糧を供給する重要な地であるアエギュプトゥスに本拠地を置いた。
一時的にペルシア戦線側の領域を確保した後、小マクリアヌスは父と共に、ガッリエヌスを排除するべく西方遠征を始めた。しかし261年秋にアウレオルスに敗れ、小マクリアヌスは大マクリアヌスの依頼により部下の兵たちに殺された。